# Trichodactylus fluviatilis
Trichodactylus fluviatilis is een krabbensoort uit de familie van de Trichodactylidae. De wetenschappelijke naam van de soort is voor het eerst geldig gepubliceerd in 1828 door Latreille.